# Jules d'Udekem
Pour les autres membres de la famille, voir Famille d'Udekem.
Jules d’Udekem de Guertechin, né à Louvain en 1824 et décédé à Saint-Josse-ten-Noode le 10 décembre 1864, est un zoologiste belge.

## Biographie
Après des études à l'Université libre de Bruxelles, il devint docteur en sciences naturelles, docteur en médecine (1850) et professeur à l’Université libre de Bruxelles (professeur extraordinaire : 31 mai 1858). Il est le fils de Ferdinand d'Udekem.
Il enseigna la Zoologie à la Faculté des Sciences et la physiologie comparée à la Faculté de Médecine.
Membre de l'Académie royale de Belgique.
Esprit précocement doué, il devint agrégé de l’enseignement universitaire à l’Université de Liège à 26 ans.
Ses recherches sur les Grégarines et sur le Lombric terrestre furent couronnés par l’Académie.

## Publications
- « Développement du Lombric terrestre », dans les Mémoires couronnés par l'Académie royale des sciences, des lettres et des beaux-arts de Belgique, tome 27 (1855-1856), Bruxelles, chez M. Hayez, 1856 (lire en ligne)